# Lymantria mosera
Lymantria mosera este o specie de molii din genul Lymantria, familia Lymantriidae, descrisă de Druce 1898 Conform Catalogue of Life specia Lymantria mosera nu are subspecii cunoscute.